# De agri cultura
De agri cultura (en français De l'agriculture), ou De re rustica, est un traité d'agriculture écrit en latin vers 160 av. J.-C. par Caton l'Ancien. C'est le seul ouvrage de cet auteur qui nous soit parvenu complet.
C'est l'ouvrage en prose latine le plus ancien qui nous soit parvenu. Alexander Hugh McDonald, dans son article pour l'Oxford Classical Dictionary, a daté la composition de cet essai d'environ 160 av. J.-C. et a noté que « malgré son manque de forme, ses détails de vieilles coutumes et de superstitions, et son ton archaïque, c'était un « traité » moderne construit à partir de ses propres connaissances et expériences pour la nouvelle agriculture capitaliste ».
Cette œuvre aurait eu des influences puniques, étant probablement inspirée par les travaux d'un auteur carthaginois, Magon. L'ouvrage aurait été traduit en latin et, sur ordre du Sénat, cette traduction fut déposée à côté des Livres Sybillins.

## Style
L'ouvrage de Caton est souvent décrit comme un « carnet de paysan » écrit « de façon aléatoire » ; il est difficile de le considérer comme de la littérature. Le livre semble n'être rien de plus qu'un manuel d'agriculture destiné aux amis et aux voisins. Son style direct, cependant, a été noté par d'autres auteurs antiques comme Aulus Gellius comme « énergique et vigoureux », dans un contexte d'extrême simplicité. La principale réussite du De agri cultura est peut-être sa description de la vie rurale pendant la République romaine.

## Défense de l'agriculture
L'introduction de Caton compare l'agriculture à d'autres activités courantes de l'époque, en particulier le commerce et l'usure. Il critique les deux, la première en raison des dangers et de l'incertitude qu'elle comporte, la seconde parce que selon les Douze Tables, l'usurier est considéré comme un criminel pire qu'un voleur. Caton établit un contraste marqué avec l'agriculture, qu'il loue comme la source de bons citoyens et de soldats, à la fois de richesse et de hautes valeurs morales.
De agri cultura contient de nombreuses informations sur la création et l'entretien des vignobles, y compris des informations sur les esclaves qui ont aidé à les entretenir. Après que de nombreux propriétaires fonciers de Rome eurent lu la prose de Caton à cette époque, Rome commença à produire du vin à grande échelle. Beaucoup des nouveaux vignobles s'étendaient sur soixante acres et, en raison de leur grande taille, il fallait encore plus d'esclaves pour assurer le bon fonctionnement de la production de vin.

## Contenu
Après quelques détails sur les libations, les sacrifices et la médecine, Caton passe à la description des instruments aratoires. Il traite ensuite de la culture des champs, de la vigne, de l'olivier, des arbres fruitiers ; il parle aussi des greffes, du marcottage et du travail du régisseur.
Il s'agit d'une collection de livres qui réunissent les normes et les règles d'élevage et de gestion des fermes, y compris des anecdotes sur la vie rurale des paysans italiques au IIe siècle av. J.-C. Adopté par beaucoup comme manuel, De Agri Cultura fournit des règles pour la direction d'une grande ferme dotée de nombreux esclaves. Caton conseille les fermiers sur l'acquisition de travailleurs pour la récolte d'olives et fournit des techniques de relève esclavagiste qui évitent la fatigue extrême qui provoque une baisse de production. Il affirme dans son traité qu'il est nécessaire de vendre les esclaves quand ils vieillissent ou deviennent malades. Caton fournit aux fermiers intéressés par son œuvre une série de discours qui sont cités par divers auteurs latins.

## Manuscrits
Tous les manuscrits du traité de Caton comprennent également une copie de l'essai de Varron du même nom. J.G. Schneider et Heinrich Keil ont montré que les manuscrits existants descendent directement ou indirectement d'un manuscrit perdu depuis longtemps appelé le Marcianus, qui se trouvait autrefois à la Biblioteca Marciana à Venise et décrit par Petrus Victorinus comme liber antiquissimus et fidelissimus (littéralement « un livre très ancien et fidèle »). Le plus ancien manuscrit existant est le Codex Parisinus 6842, écrit en Italie avant la fin du XIIe siècle. L'editio princeps a été imprimée à Venise en 1472 ; la comparaison du Marcianus par Angelo Politian avec sa copie de cette première impression est considérée comme un témoin important du texte.

#### Traductions
- Caton l'Ancien (trad. Charles François Saboureux de La Bonneterie), Les agronomes latins : De Re Rustica, coll. « Nisard », 1878 (1re éd. 1771) (lire en ligne)
- quelques fragments, réunis par Heinrich Albrecht Lion, Gœttingue, 1826, et par Henri Jordan, Leipzig, 1860.
- (la + en) Andrew Dalby (trad. du latin), Cato : On Farming, Blackawton, UK, Totnes: Prospect Books, 1998, 243 p. (ISBN 0-907325-80-7)
- (la + fr) Caton l'Ancien (trad. Raoul Goujard), De l'agriculture, Paris, Les Belles Lettres, 1975, 342 p. (ISSN 0184-7155)
  - compte-rendu de lecture : Raoul Verdière, Revue belge de philologie et d'histoire, 1977, vol. 55, n° 2, pp. 595-596, lire en ligne.

#### Articles
- Saïd El Bouzidi, « Le vocabulaire de la main-d'œuvre dépendante dans le De Agricultura : pluralité et ambiguïté », Dialogues d'histoire ancienne, Vol. 25 N°1, 1999. pp. 57-80 lire en ligne
- Angèle Foucher, « La vie rurale à l'époque de Caton d'après le de Agricultura », Bulletin de l'Association Guillaume Budé, n°2, juin 1957. pp. 41-53 lire en ligne.
- Pierre Hamblenne, « Quelques leçons ou mots embarrassants du De agri cultura de Caton », Revue belge de philologie et d'histoire, Tome 83 fasc. 1, 2005. Antiquité - Oudheid. pp. 79-94, lire en ligne